# Loutky
Loutky (en: Puppets) jsou třídílný cyklus krátkých poetických sólových klavírních skladeb Bohuslava Martinů. Tato dílka vznikala v rozmezí let 1912 až 1924 a odrážejí skladatelův vývoj, který byl v této době ovlivňován novými hudebními směry. Uspořádání čísel těchto sešitů je sestupné, vychází se ze vžitého číslování.
Komplet Loutky obsahuje:
- Loutky III – H 92, 1912 až 1914, délka 9 minut

1. Pierotovo zastaveníčko (Scherzando)
2. Valčík sentimentální loutky (Poco moderato)
3. Kolombína (Andantino)
4. Ples loutek (Tempo di Valse)
- Loutky II – H 116, 1914 až 1918, délka 15 minut

1. Loutkové divadlo (Valse)
2. Harlekýn (Scherzo)
3. Kolombína vzpomíná (Intermezzo)
4. Nemocná loutka (Chanson triste)
5. Kolombína zpívá (Chanson a là Grieg)
- Loutky I - H 137, 1922 až 1924, délka 11 minut

1. Kolombína tančí (Valse)
2. Nová loutka (Schimmy)
3. Ostýchavá panenka (Chanson)
4. Pohádka (Moderato)
5. Tanec loutek (Tempo di valse)
Loutky je řada na sobě nezávislých skladeb, lze je hrát v jakémkoliv pořadí. Doby vzniku jednotlivých dílek jsou přibližné, až na výjimku nejsou autorem datovány. V České republice jsou známé a populární, ale v zahraničí nejsou tak často hrané. U nás se mnohdy pro svou zdánlivou lehkost a zhutněnou hlavní myšlenku hrají i na základních uměleckých školách jako cvičné skladby, byť Martinů je s tím záměrem nepsal.
Inspiraci pro postavy v Loutkách se staly typizované postavy, loutky, z italské Komedie dell'arte, vzniklé v polovině 16. století v Benátkách, které Martinů charakterizuje právě hudbou. Vysvětlení příčiny vzniku je asi v tom, že Martinů celý život přitahovalo divadlo a hlavně balet. Pro vykreslení těchto postav a nálad, které vystihují použil několik poloh hudební řeči. Je to jednak inspirace dobovou "salónní hudbou", romantismem, impresionismem, neoklasicismem i jazzem.
Téměř pro všechny skladby je typická jednoduchá třídílná forma s opakováním první části. Jejich dokonalý přednes není jednoduchý, záleží na duševní vyspělosti interpreta, jak se vcítí do charakteru té které loutky a jaký dá dílu konečný výraz. Martinů své Loutky posuzuje jako jediné ze skladeb vytvořených před rokem 1923 za dostatečně umělecky zralé.